# 백인철 (권투 선수)
백인철(白仁鉄, 1961년 12월 20일 ~ )은 대한민국 전라남도 고흥군 출신의 프로 권투 선수로 전 세계복싱협회(WBA) 슈퍼미들급 세계챔피언이었다. 데뷔 이후 첫 패배할 때까지 모두 KO승으로 이겼다. (26전 26승 26KO). 이는 아시아, 오세아니아 기록이다. 프로 통산 전적 50전47승(43KO)3패.

## 약력
- 1980년 5월 9일 미들급으로 프로 데뷔
- 1981년 12월 27일 동양태평양복싱연맹(OPBF) 미들급 결정전에서 이상호와 대결 12회 KO승으로 타이틀 획득.
- 1982년 3월 21일 미야타 겐지( 일본)와 논타이틀 매치로 대결 9회 KO승.
- 1982년 6월 13일 호리바타케 미치히로( 일본) 와 대결, 2회 KO승으로 타이틀 2차방어 성공.
- 1982년 10월 23일 아라이 요히( 일본)와 대결, 10회 KO승으로 타이틀 3차방어 성공.
- 1983년 3월 27일 김종호( 대한민국)와 대결, 7회 KO승으로 타이틀 5차 방어 성공. 데뷔 이후 26연속 KO승 기록.
- 1983년 5월 20일 션 매니언( 아일랜드)과 논타이틀 매치 대결에서 판정패, 첫패배.
- 1983년 7월 10일 아라이 요히와 재대결, 5회 KO승으로 타이틀 6차방어 성공.
- 1984년 3월 24일 마이크 디구스만( 미국)과 대결, 3회 KO승으로 타이틀 7차방어 성공.
- 1984년 7월, 타이틀이 박탁되어 7월 23일 다시금 OPBF 동양 슈퍼미들급 챔피언 결정전에 출전. 알버트 파파이모( 인도네시아)와 대결, 4회 KO승으로 타이틀 획득. 그 후, 6번의 방어전 성공.
- 1987년 11월 21일 WBA 세계 슈퍼미들급 챔피언 결정전에서 줄리안 잭슨( 미국)과 대결, 3회 TKO로 패배해 타이틀 획득 실패.
- 1988년4월 17일 체급을 상향해 OPBF 동양 미들급 챔피언 결정전에서 켓투 우디아나( 인도네시아)와 대결, 2회 KO승으로 타이틀 획득. 이후, 1번의 타이틀 방어 성공.
- 1988년 12월 22일 전 WBA, IBF 세계 슈퍼미들급 챔피언 박종팔( 대한민국)과 논타이틀매치로 대결, 9회 TKO승.
- 1989년 5월 28일 WBA 세계 슈퍼미들급 챔피언 풀헨시오 오벨메히아스( 베네수엘라)와 대결, 11회 KO승으로 타이틀 획득.
- 1990년1월 13일 다지마 요시아키( 일본)와 대결, 7회 종료시 기권으로 인한 TKO승으로 타이틀 2차 방어 성공. 이 시합에서 오른손을 부상당한다.
- 1990년 3월 30일 크리스토프 티오조( 프랑스)와 대결, 6회 TKO패로 타이틀 3차 방어전 실패. 타이틀을 넘겨준다. 이 시합 후, 은퇴.

## 은퇴후
- 2009년 10월 재개발을 둘러싼 마찰로 폭력을 행사한 혐의로 불구속 입건되었다[1]
- 지금은 병석에서 암과 투병 중이다. 막대한 병원비로 경제적으로도 매우 어려운 상태이다.

## 같이 보기
- 한국의 권투 선수 목록